# الشاكرية (الجيش العباسي)
الشَّاكريَّة هم فصيل من الفرسان المنتظمين في جيش الخلافة العباسية في "فوضى سامراء" في القرن التاسع، من المحتمل أن يكونوا من أصل خراساني وفارسي حيث كانوا منافسين للحرس التركي ولعبوا دوراً رئيسياً في نزاعات المحاكم التي ميزت عقد "الفوضى في سامراء" في ستينيات القرن التاسع الميلادي.

## الأصل
المصطلح مشتق من الكلمة الفارسية شاكر "خادم المنزل"، وأصبحت تعني فيما بعد بمعنى "حارس شخصي".  ظهر المصطلح في العصر الأموي، ولكن حصريًا للحاشية المسلحة الخُراسانية لحكام ما وراء النهر من العرب وغير العرب.
اختفى المصطلح من المصادر بعد الثورة العباسية وظهر مرة أخرى فقط في رسالة من الخراساني النبيل طاهر بن حسين إلى الخليفة المأمون (813-833) خلال الحرب الأهلية في الفتنة الرابعة. ثم ظهرت كمجموعة مميزة في 839/840، في تاريخ الطبري في عهد المعتصم (833-842).
بحلول عهد الواثق ولكن من المحتمل بالفعل في عهد المعتصم، تم تشكيلهم في وحدة مميزة أو فوج من الجيش النظامي. في المصادر عادة ما تظهر جنباً إلى جنب مع الجند، والتي كانت تشير في أوقات سابقة إلى المحاربين العرب الأحرار، على خلاف القوات التركية من الجنود العبيد (الموالي أو الغلمان) التي أنشأها المعتصم. حيث كانت تدار من قبل دائرة مالية خاصة ديوان الجند والشاكيرية.
في المصادر يظهرون فقط كسلاح فرسان، وفي مفارز صغيرة من بضع مئات، على الرغم من أن العدد الإجمالي للقوة ربما كان بضعة آلاف (ولكن ليس من المحتمل أن يكون أكثر من 5,000). على عكس الأتراك الذين تمركزوا حول الخليفة في سامراء، العاصمة الجديدة التي أسسها المعتصم، انتشرت الشاكيرية وكان لديهم تجمعات ليس فقط في سامراء، ولكن أيضاً في العاصمة القديمة بغداد وفي الرقة والجزيرة الفراتية، على طول الطريق إلى مكة وفي مصر وفارس وربما أيضاً آرّان أو أذربيجان.

## التكوين العرقي والسياسة
لم تتم مناقشة تركيبة هؤلاء الإثنية صراحة في المصادر  ولكن يبدو أنهم كانوا في الغالب من أصل إيراني خراساني، من القوات التي قاتلت من أجل المأمون في الفتنة الرابعة. في قائمة معسكرات الأفواج النظامية في سامراء، ورد ذكر عدد من قادة الخراساني قادة وأتباعهم الأصحاب على أنهم استقروا "في الجند والشاكيرية"، وفي المناسبات القليلة التي يذكر فيها قادة الشاكريون تشير الأسماء إلى أصل خراساني. اقترح هيو إن كينيدي أن طاهر بن الحسين قد رفع هذه القوات للخدمة في الغرب وأنه تم اختيار الاسم على أنه "نوع من الشرف ، في إشارة إلى الماضي البطولي والشهم". كما اقترح كينيدي أن بقايا الجيش العباسي قبل الحرب الأهلية، أبناء الدولة ، ربما تم دمجهم في الجند والشاكيرية. 
من أصلهم كانت الشاكيرية منافسة للأتراك على السلطة والنفوذ في البلاط  على توليه الخليفة المتوكل (847-861) ضعف التبرع الممنوح للأتراك  كخطوة متعمدة لجذب مصلحتهم واستخدامها كقوة موازنة للأخير. وبالمثل ، يبدو أن الشاكيرية كانوا من أنصار حكام بغداد الطاهريين، ورثة طاهر بن حسين على الأقل حتى الحرب الأهلية العباسية في الفترة ما بين 865 و 866 . 

## فهرس
- Bosworth، C.E.، المحرر (1991). The History of al-Ṭabarī, Volume 33: Storm and Stress Along the Northern Frontiers of the ʿAbbāsid Caliphate: The Caliphate of al-Muʿtasim, A.D. 833–842/A.H. 218–227. SUNY series in Near Eastern studies. ألباني، نيويورك: جامعة ولاية نيويورك للصحافة. ISBN:978-0-7914-0493-5. {{استشهاد بكتاب}}: الوسيط |ref=harv غير صالح (مساعدة)
- Kennedy، Hugh (2001). The Armies of the Caliphs: Military and Society in the Early Islamic State. London and New York: Routledge. ISBN:0-415-25093-5.
- Kraemer، Joel L.، المحرر (1989). The History of al-Ṭabarī, Volume 34: Incipient Decline: The Caliphates of al-Wāthiq, al-Mutawakkil and al-Muntaṣir, A.D. 841–863/A.H. 227–248. SUNY series in Near Eastern studies. ألباني، نيويورك: جامعة ولاية نيويورك للصحافة. ISBN:978-0-88706-874-4. {{استشهاد بكتاب}}: الوسيط |ref=harv غير صالح (مساعدة)
- Saliba، George، المحرر (1985). The History of al-Ṭabarī, Volume 35: The Crisis of the ʿAbbāsid Caliphate: The Caliphates of al-Mustaʿīn and al-Muʿtazz, A.D. 862–869/A.H. 248–255. SUNY series in Near Eastern studies. ألباني، نيويورك: جامعة ولاية نيويورك للصحافة. ISBN:978-0-87395-883-7. {{استشهاد بكتاب}}: الوسيط |ref=harv غير صالح (مساعدة)
- Waines، David، المحرر (1992). The History of al-Ṭabarī, Volume 36: The Revolt of the Zanj, A.D. 869–879/A.H. 255–265. SUNY series in Near Eastern studies. ألباني، نيويورك: جامعة ولاية نيويورك للصحافة. ISBN:978-0-7914-0763-9. {{استشهاد بكتاب}}: الوسيط |ref=harv غير صالح (مساعدة)